# Otevřený les

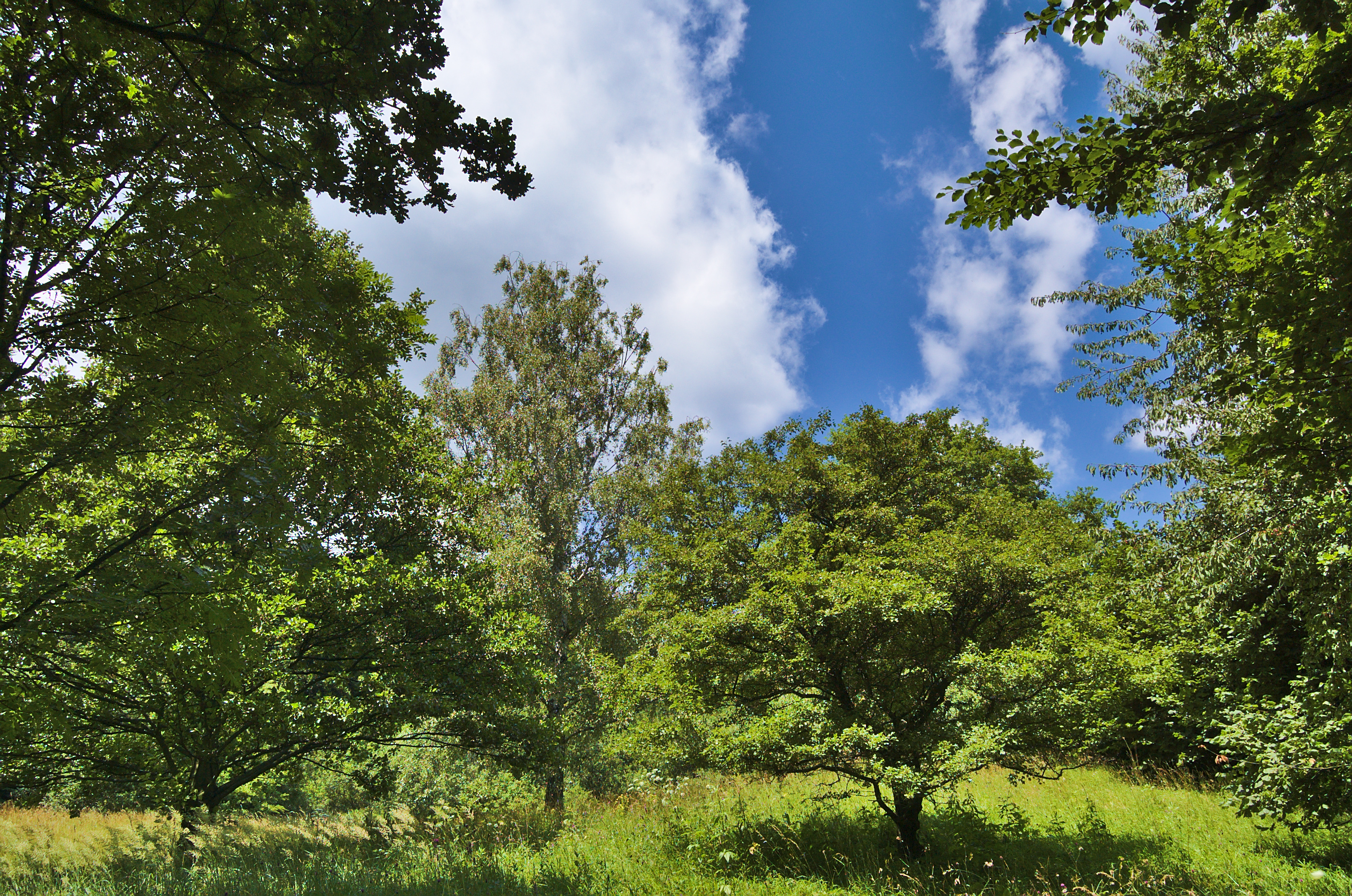
Otevřený les prolínající se s lučními plochami v CHKO Bílé Karpaty

Otevřený les je neformální označení pro řídký, světlý les, tedy takový, ve kterém koruny stromů netvoří souvislý zápoj. Na satelitních či leteckých snímcích je možno pozorovat v tomto lese světliny a třeba i vidět zemský povrch. Pronikající světlo pak umožňuje rozvoj nižších pater lesa a vznik travního porostu. Opakem lesa otevřeného je pak les uzavřený neboli plně zapojený.
Přirozeně se takové lesy vyskytují zejména v přechodových společenstvech typických pro hranice lesa (horské smrčiny při horní hranici lesa, okraje lesa přecházející do lesostepi, parkovité a savanovité porosty dřevin atp.), na místech postihovaných disturbancemi (požáry, pastva velkých býložravců, povodně) nebo s abiotickými podmínkami nesvědčícími dlouhodobé sukcesi lesa. Před příchodem člověka byl otevřený les v Evropě běžný. Uměle dochází k rozvolnění lesních porostů v důsledku ovlivnění lesa např. pastvou dobytka, vypalováním, vyřezáváním či výmladkovým hospodařením, tak jako tomu bylo na území ČR zhruba do počátku 18. století. Takové lesy lze najít v současnosti v zemích se zaostalým lesním hospodařením (v Evropě chudší balkánské země, rozvojové země po celém světě). 
V důsledku pastvy a prosvětlení (pokud nepřesáhne určitou mez vedoucí k rozpadu lesa a degradaci území) dochází k nárůstu biodiverzity dané oblasti, obvykle jsou tedy tyto lesy druhově mnohem bohatší než původní pastvou nepoškozené pralesy. Uvádí se, že světlé otevřené lesy jsou druhově nejbohatšími biotopy mírného pásu. Krom druhů specializovaných právě na světlá stanoviště s dřevinami poskytují útočiště jak lesním, tak nelesním světlomilným druhům rostlin i živočichů, především hmyzu. V soudobém lesním hospodaření orientovaném výhradně na ekonomickou ziskovost hustě zakmeněných porostů patří však v mnoha zemích včetně ČR k rychle mizejícím biotopům, a to paradoxně včetně chráněných území, pokud jsou jejich plochy ponechávány přirozené sukcesi bez odpovídajícího managementu.